# Łysak torfowiskowy

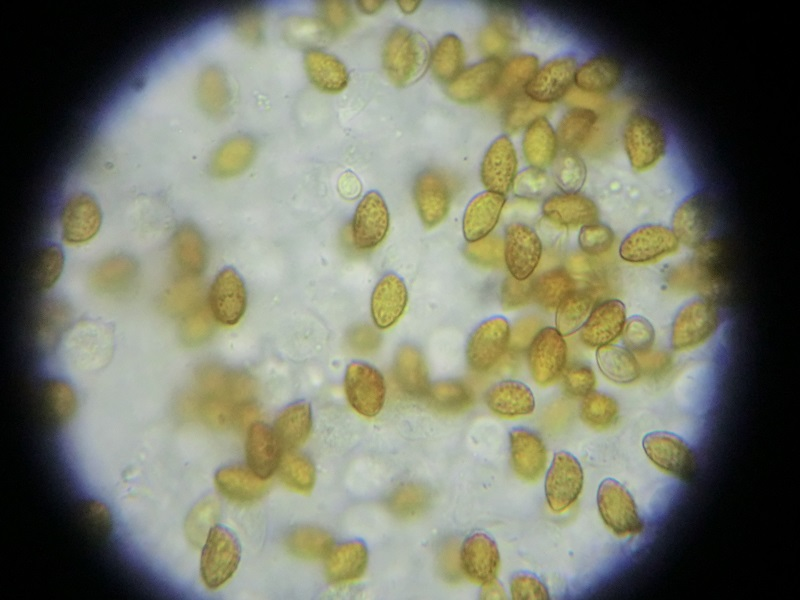
Zarodniki

Łysak torfowiskowy (Gymnopilus fulgens (J. Favre & Maire) Singer) – gatunek grzybów należący do rodziny podziemniczkowatych (Hymenogastraceae).

## Systematyka i nazewnictwo
Pozycja w klasyfikacji według Index Fungorum: Gymnopilus, Hymenogastraceae, Agaricales, Agaricomycetidae, Agaricomycetes, Agaricomycotina, Basidiomycota, Fungi.
Po raz pierwszy takson ten zdiagnozowali w 1937 roku Jules Favre i René Charles Maire, nadając mu nazwę Naucoria fulgens. Obecną, uznaną przez Index Fungorum nazwę nadał mu w 1951 roku Rolf Singer. Synonimy:
- Flammula fulgens (J. Favre & Maire) S. Lundell 1960
- Fulvidula fulgens (J. Favre & Maire) Kühner 1939
- Gymnopilus fulgens var. luteicystis G. Moreno 1980
- Naucoria fulgens J. Favre & Maire 1937

Nazwę polską zaproponował Władysław Wojewoda w 2003 r.

## Morfologia
Kapelusz
Średnica 1,2–2,2 cm, początkowo płaskowypukły z małym garbkiem, potem płytko lub szeroko wklęsły bez garbka. Jest niehigrofaniczny, w stanie wilgotnym nie prążkowany. Powierzchnia gładka, naga, pod lupą lekko włóknista, głęboko pomarańczowo-żółta, u starszych owocników pomarańczowa. Brak osłony
Blaszki
Rzadkie, przyrośnięte, początkowo bladożółto-cynamonowo-żółte lub rdzawo-żółte do rdzawo-rdzawych, potem cynamonowo-ziarniste. Ostrza bladożółte, nierówne, postrzępione, o wysokości do 4 mm.
Trzon
Wysokość 2–2,5 cm, grubość 1,5–2,5 mm, cylindryczny, początkowo blado pomarańczowo-żółty, potem ciemnobrązowy do czarnobrązowego, u nasady z białawą grzybnią. Część górna oprószona, bez osłony.
Miąższ
W kapeluszu i trzonie bladożółtawy. Smak łagodny lub nieco gorzki, zapach lekko żywiczny.
Cechy mikroskopowe
Zarodniki raczej duże (8,8) 9,5–10,5 × (6,0–) 6,5–7,2 µm, w KOH rdzawo-żółte, elipsoidalne do migdałkowatych, w widoku z boku z wklęsłością i małym szklistym dzióbkiem. Ściana średniej grubości, rdzawobrązowa, z gruboziarnistą, brodawkowatą ornamentacją (brodawki do 0,8 µm wysokości). Są nieamyloidalne, tylko niektóre zarodniki są słabo amyloidalne. Podstawki 4, rzadziej 2–zarodnikowe, 22–30 × 6–8 µm, cylindryczne o zwężeniu środkowym, często wypełnione żółto-rdzawym pigmentem. Bazydiole maczugowate o zmiennym rozmiarze. Cheilocystydy zmieszane z podstawkami na krawędzi, 24–28 × 5–7 µm, baryłkowate, o końcach wąsko zwężających się, z mniej lub lepiej widoczną główką o szerokości 3–5 µm i szyjką o szerokości 1,5–3,5 µm, szkliste, cienkościenne. Pleurocystyd brak. Trama blaszek regularna lub prawie regularna, o strzępkach cylindrycznych lub lekko nabrzmiałych, szerokości (6–) 12–22 (–30) µm, szklistych, z żółtym błonowym pigmentem (ściana całkowicie żółta). Naskórek kapelusza składa się z rozproszonych, cylindrycznych strzępek o szerokości 4–8 µm, z gruboziarnistym żółto-brązowym do rdzawego pigmentem. Pileocystyd brak. Trzon zbudowany z równoległych, cylindrycznych lub lekko nabrzmiałych, szklistych komórek o szerokości 4–20 µm, o ścianie żółto-brązowej. Naskórek trzonu złożony z równoległych, cylindrycznych strzępek o szerokości 1,5–4 µm, elementy końcowe czasami zakończone główką. W niektórych miejscach występują cylindryczne wyrostki zakończone rzadkimi, baryłkowatymi kaulocystydami z wyraźną główką. We wszystkich strukturach grzyba występują sprzążki.
Gatunki podobne
Łysak torfowiskowy jest łatwo odróżnialny od innych łysaków, gdyż ma małe owocniki, trzon o jasnym kolorze i występuje na unikalnych dla łysaków siedliskach. Mikroskopowo odróżnia się dużymi zarodnikami o powierzchni grubobrodawkowanej.

## Występowanie i siedlisko
Łysak torfowiskowy w Europie występuje w większości regionów i krajów, wszędzie jednak w rozproszeniu i jest rzadki. W Skandynawii znany jest tylko ze strefy umiarkowanej i hemiborealnej w Szwecji, co wskazuje, że nie jest to gatunek arktyczny. W Polsce do 2003 r. w piśmiennictwie naukowym podano tylko jedno stanowisko (E. Dyląg i B. Gumińska, Jaworzno, Byczyna, 1997).
Saprotrof. Występuje na różnych rodzajach torfowisk, ale także na wrzosowiskach i na glebie torfowej na wydmach. Rośnie tam wśród mchów torfowców i innych gatunków mchów oraz porostów. Breitenbach i Kränzlin w 2000 r. scharakteryzowali go jako typowy gatunek subalpejski, gdyż w Szwajcarii występuje wysoko w górach, jednak inne jego stanowiska w Europie świadczą o tym, że występuje także na nizinach. Owocniki pojawiają się od czerwca do października.